# César Geoffray
César Geoffray (* 20. Februar 1901 in Lyon; † 24. Dezember 1972 in Soucieu-en-Jarrest) war ein französischer Chorleiter.
Er war Mitbegründer der Organisation Europa Cantat sowie Gründer des französischen Chorverbands À Cœur Joie und gilt als wichtiger Renovator der Chorgesangsbewegung in Frankreich.
Geoffray wuchs in Lyon auf und studierte Musik am dortigen Konservatorium bei Florent Schmitt und Augustin Savard. Später erhielt er dort einen Lehrauftrag für Harmonielehre und gründete 1940 den heute international verbreiteten Chorverband À Cœur Joie. Daneben engagierte sich Geoffray in der französischen Pfadfinderbewegung und wurde 1942 oberster Leiter der Gesangsabteilung.
1960 wirkte er zusammen mit Gottfried Wolters bei der Gründung von Europa Cantat mit. Geoffray wurde auch vom Erziehungsministerium zum Sonderbeauftragten ernannt.
Geoffray starb 1972 in Soucieu-en-Jarrest nahe Lyon.
| Personendaten    | Personendaten            |
| ---------------- | ------------------------ |
| NAME             | Geoffray, César          |
| KURZBESCHREIBUNG | französischer Chorleiter |
| GEBURTSDATUM     | 20. Februar 1901         |
| GEBURTSORT       | Lyon                     |
| STERBEDATUM      | 24. Dezember 1972        |
| STERBEORT        | Soucieu-en-Jarrest       |